# 永嶺謙忠
永嶺 謙忠（ながみね かねただ、1941年 - ）は、日本の物理学者。素粒子であるミュオンの研究を開拓し、宇宙線ミュオンを使用したラジオグラフィー法を創始したことで有名。2019年3月現在、高エネルギー加速器研究機構名誉教授、東京大学名誉教授、理化学研究所名誉研究員、総合研究大学院大学名誉教授、山梨大学客員教授。神奈川県葉山町出身。

## 受賞歴
- 1989年 - 井上学術賞
- 2002年 - 東レ科学技術賞
- 2019年（平成31年/令和元年） - 「ミュオンラジオグラフィーの開拓と大規模構造体の非破壊的研究」で日本学士院賞受賞
- 2020年 - 瑞宝中綬章[2]